# Belgische Badmintonmeisterschaft 1953
Die Belgische Badmintonmeisterschaft 1953 fand in Löwen statt. Es war die fünfte Auflage der nationalen Badmintonmeisterschaften von Belgien.

## Titelträger
| Disziplin    | Sieger                       |
| ------------ | ---------------------------- |
| Herreneinzel | Bernard Blake                |
| Dameneinzel  | Nancy Joy                    |
| Herrendoppel | B. Grouch Guy van Branteghem |
| Damendoppel  | Nancy Joy Nancy Penning      |
| Mixed        | Stan Joy Nancy Penning       |